# USS Pennsylvania (BB-38)

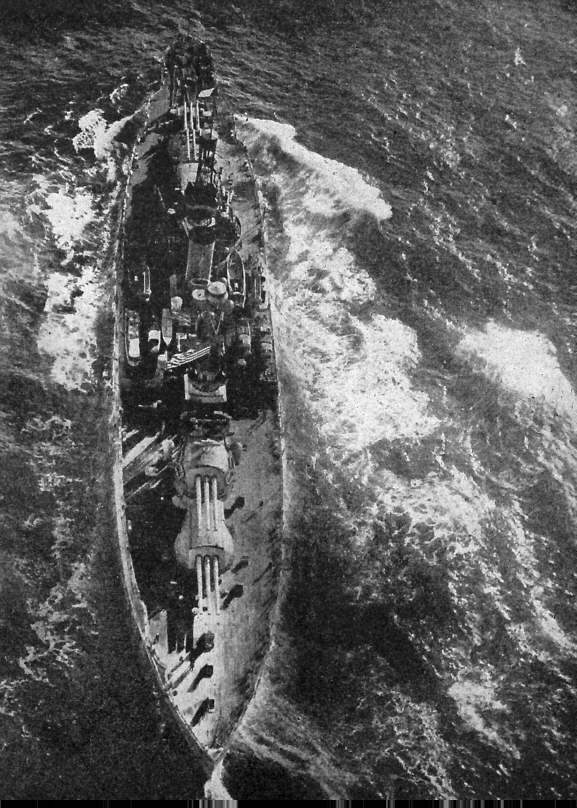
Horní pohled na USS Pennsylvania (BB-38)

USS Pennsylvania (BB-38) byla bitevní loď námořnictva Spojených států amerických, vedoucí loď třídy Pennsylvania. Její jedinou sesterskou lodí byla USS Arizona (BB-39).
Do služby byla uvedena 12. června 1916 a účastnila se bojů v druhé světové válce.
Při útoku na Pearl Harbor byla v suchém doku poškozena zásahy několika pum. Po opravě bojovala u Attu, Gilberových ostrovů, Kwajaleinu, Eniwetoku, Saipanu, Guamu, Palau, v zálivu Leyte, v úžině Surigao a u Lingayenu. 12. srpna 1945 byla těžce poškozena leteckým torpédem.
Kariéru ukončila v rámci testů jaderných bomb, kdy byla potopena 10. února 1948 u Kwajaleinu.

## Výzbroj
Hlavní výzbroj lodě tvořily 4 střelecké věže s děly, které měly ráži 356 mm a byly schopny dostřelit do vzdálenosti až 30 km. Sekundární výzbroj tvořilo 22 děl ráže 127 mm. Dále zde byly 4 kanóny ráže 76 mm a 2 torpédomety s torpédy o průměru 533 mm.

## Galerie

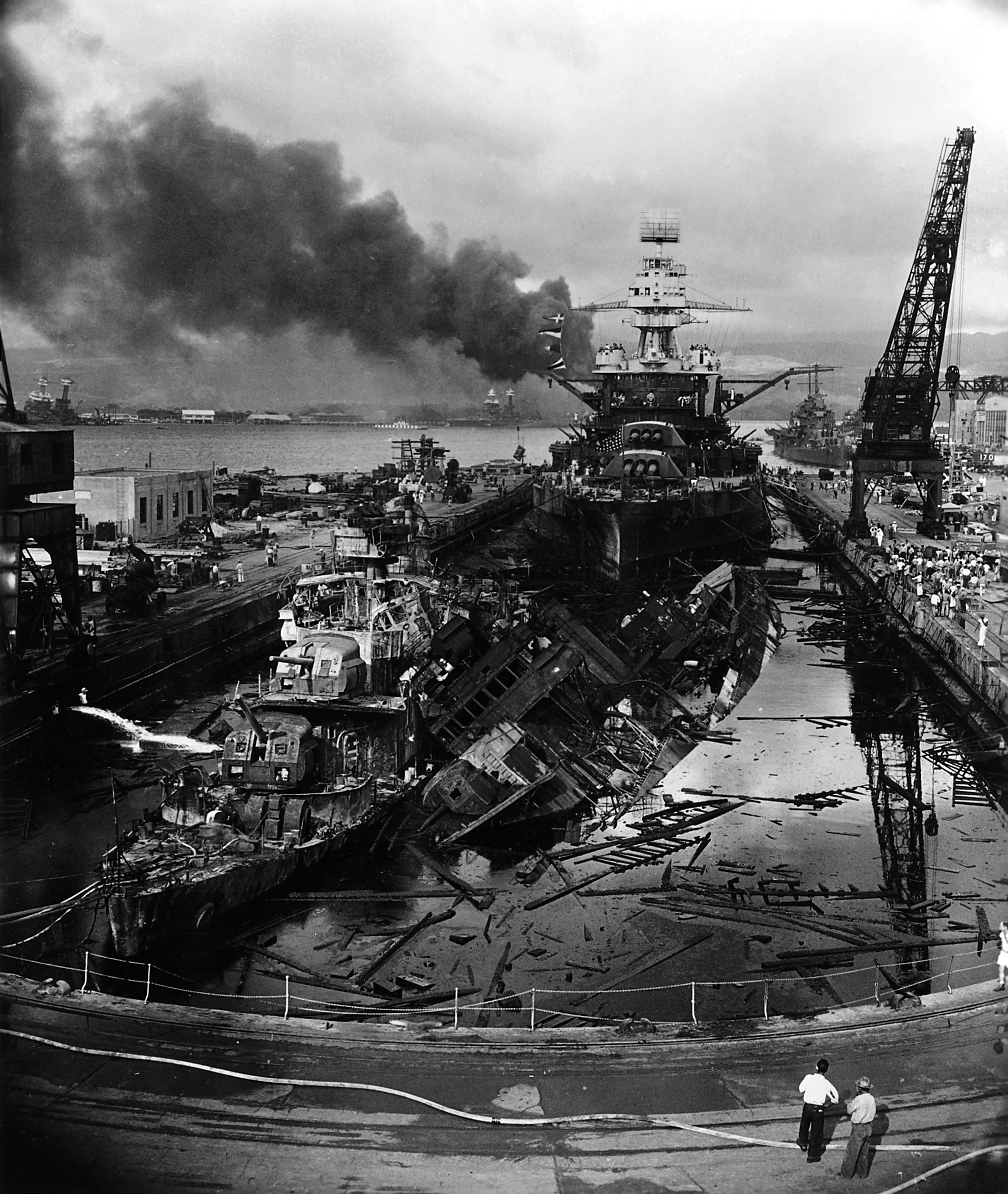
USS Downes (DD-375), USS Cassin (DD-372) a USS Pennsylvania (BB-38) v suchém doku No. 1 v přístavu v Pearl Harboru (7. prosince 1941)
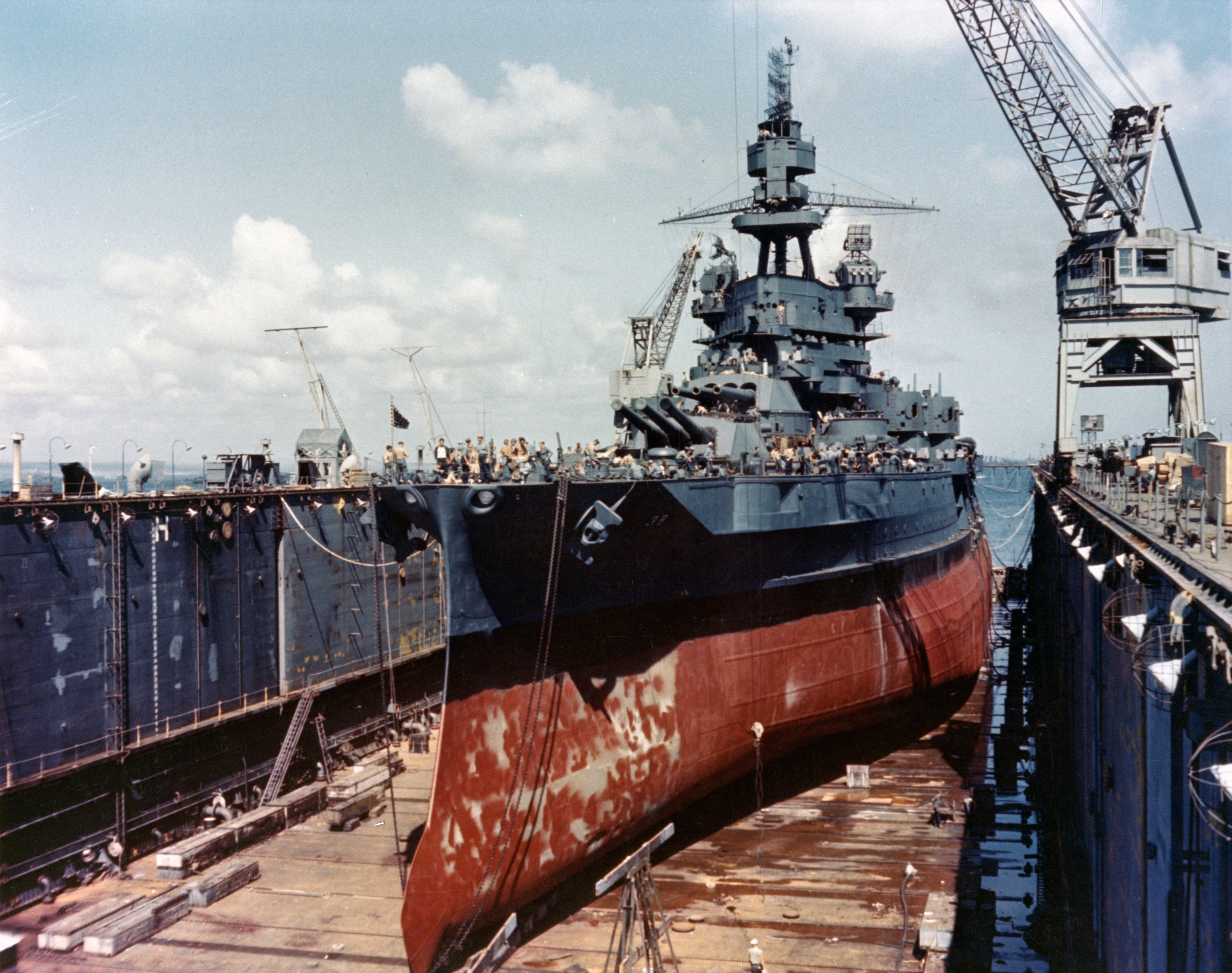
USS Pennsylvania (BB-38) v suchém doku (1944)
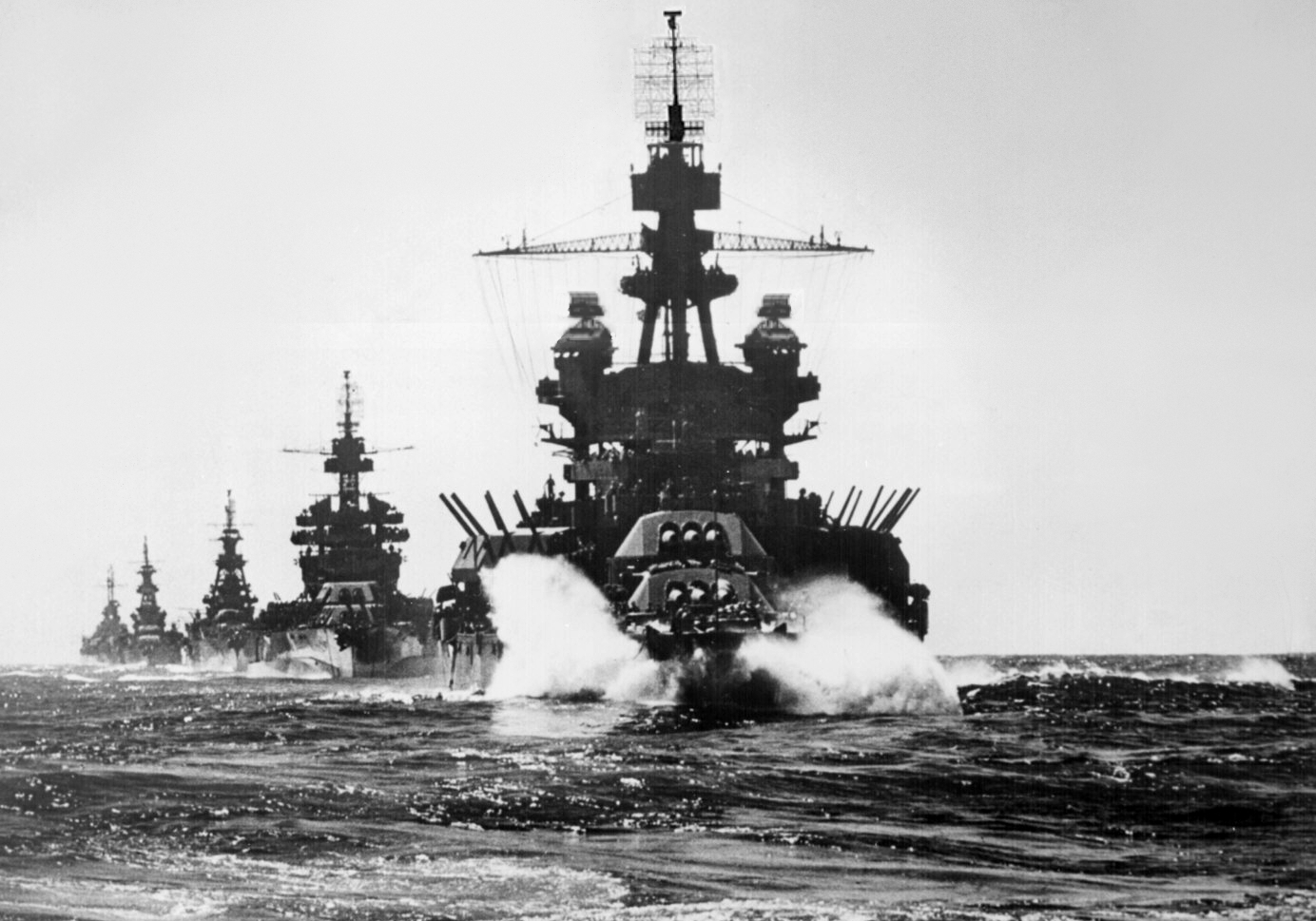
americké válečné lodě (1945)
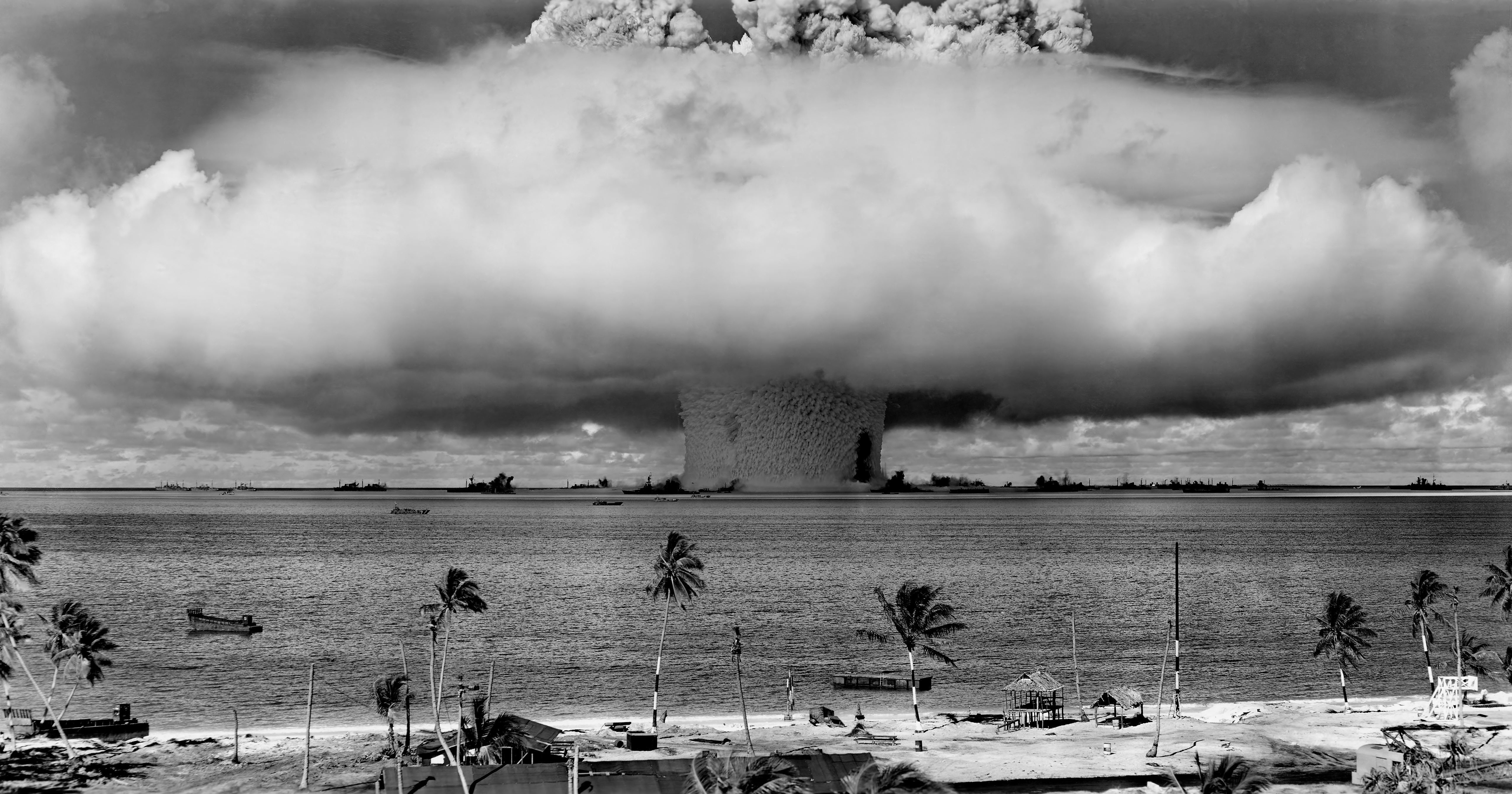
Operace Crossroads (1946)